# Izzi

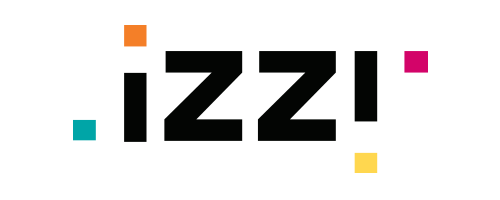

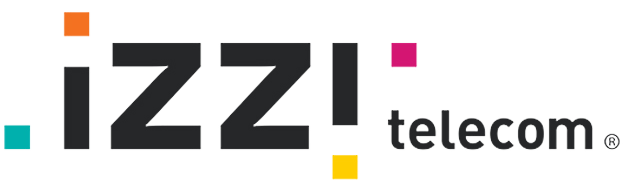

Izzi (registrerat som Empresas Cablevisión, SAB de CV) är ett varumärke för telekommunikationstjänster som ägs av Grupo Televisa, som erbjuder telefon-, internet- och kabel-TV-tjänster till både individer och företag i mer än 60 städer i Mexiko.